# Octavio Señoret
Octavio Señoret Guevara, a volte accreditato come Octave o anche italianizzato in Ottavio (Valparaíso, 21 settembre 1924 – Los Angeles, 6 settembre 1990), è stato un attore e produttore cinematografico cileno naturalizzato statunitense.

## Biografia
Quinto figlio di Octavio Diego Señoret Silva e Rebeca Sibila Guevara Reimers – le altre erano sue sorelle, Sibila jr., Raquel, Maria Luisa e Margarita – nel secondo dopoguerra arriva in Italia dove inizia una carriera come attore nel cinema italiano durata sei anni, dal 1948 al 1953. Il primo ruolo è da protagonista: quello di Alfredo Massi, centravanti di una squadra di calcio che viene irretito da una donna sua ammiratrice (Greta Gonda) per non farlo partecipare alla partita decisiva per l'assegnazione del campionato, nella commedia 11 uomini e un pallone diretta da Giorgio Simonelli. Nella pellicola recita accanto a stelle del calcio dell'epoca quali Amedeo Amadei, Amedeo Biavati, Carlo Parola ed Héctor Puricelli.
Due anni più tardi è diretto da Luigi Comencini in Persiane chiuse nel ruolo drammatico di Edmondo, un gestore di locali ambigui. In seguito appare in altre tre pellicole, diretto da Luigi Capuano, Giorgio Ansoldi ed Enzo Trapani. Nel 1953 ha un ruolo minore nel film di William Wyler Vacanze romane con Gregory Peck e Audrey Hepburn. Trasferitosi negli Stati Uniti d'America, appare ancora come attore tra il 1954 e il 1955 in una serie di telefilm imperniata sulle avventure dei tre moschettieri (con Domenico Modugno nel ruolo di Athos) della quale esce nel 1959 in Italia un film di montaggio, Mantelli e spade insanguinate e in seguito si dedica alla produzione. Nel 1966 produce il film ufficiale del campionato mondiale di calcio disputato in Inghilterra, dal titolo Goal! World Cup 1966, e l'anno successivo, stabilitosi a Los Angeles, entra alla Paramount.
Nel 1990, pochi giorni prima di compiere 66 anni, decide di porre termine alla sua vita suicidandosi con un colpo di pistola. Era sposato con Vera Valdor, dalla quale ha avuto due figli, Eliane Monique e Marco.

## Filmografia
- 11 uomini e un pallone, regia di Giorgio Simonelli (1948)
- Persiane chiuse, regia di Luigi Comencini (1950)
- La muta di Portici, regia di Giorgio Ansoldi (1952)
- Viva il cinema!, regia di Enzo Trapani (1952)
- Condannatelo!, regia di Luigi Capuano (1953)
- Vacanze romane (Roman Holidays), regia di William Wyler (1953)
- Mantelli e spade insanguinate, regia di Nathan Juran e Frank McDonald (1959) – film di montaggio